# Евбулей

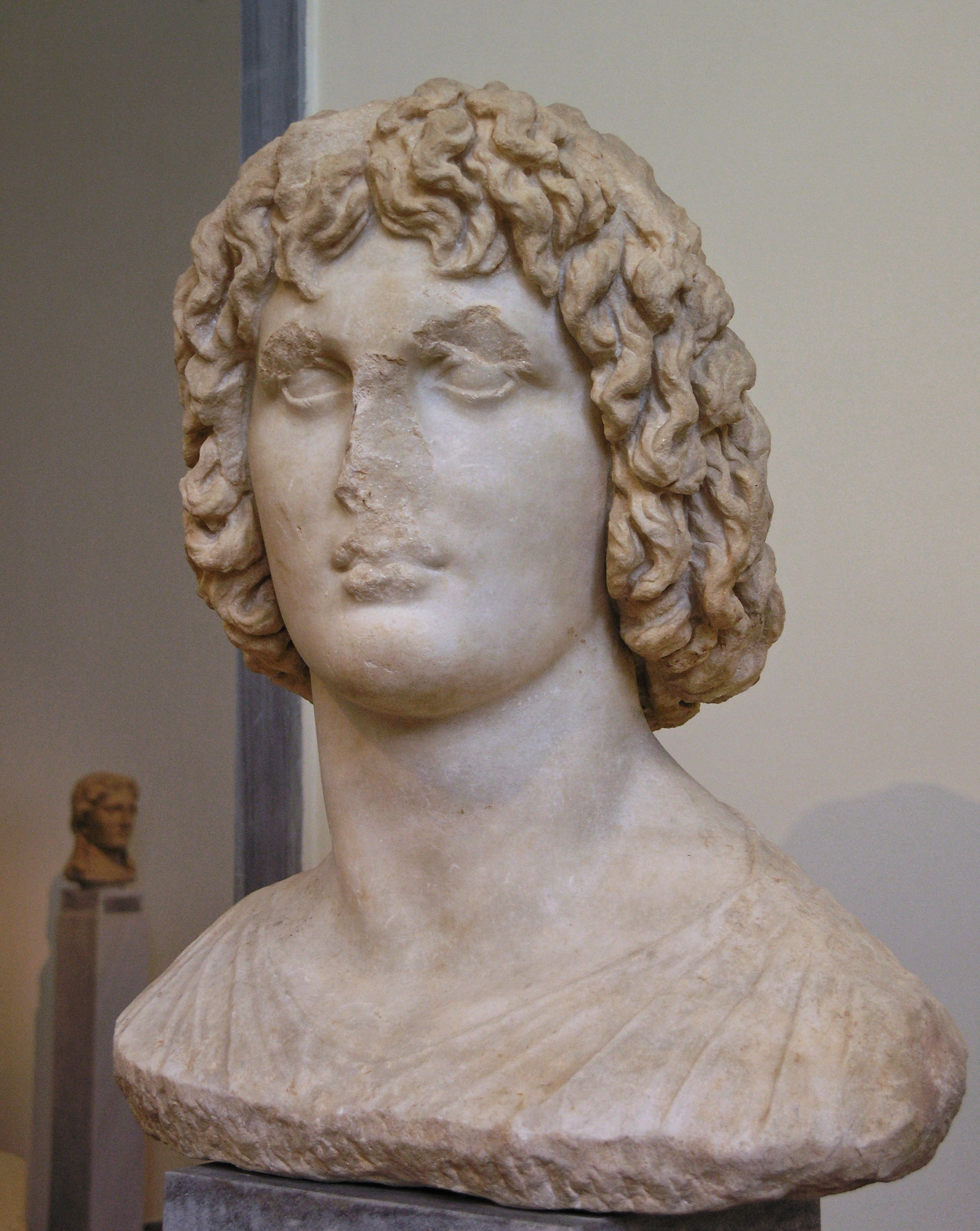
Бюст Евбулея у Національному археологічному музеї Афін

Евбулей (грец. Εὐϐουλεὑς) — прізвисько Аїда та інших богів;
Евбулей — брат Триптолема, пастух, що був у полі зі свиньми і бачив, як Аїд викрав Персефону. Деметра, вдячна Евбулею за повідомлення про долю дочки, навчила його хліборобства. В Елевсіні Евбулея шанували поряд із Деметрою й Персефоною. За пізнішим міфом, Евбулей із частиною свого стада провалився під землю, коли вона розступилася перед Аїдом та викраденою Персефоною.